# Shannon Watson
Shannon Ashleigh Watson (* November 1995 auf der Isle of Wight) ist eine britische Schauspielerin.

## Leben und Karriere
Watson wurde auf der Isle of Wight geboren. Sie absolvierte ihre Schauspielausbildung an der Royal Conservatoire of Scotland. Für ihre Leistungen im Theater wurde sie mit dem Spotlight Prize for Screen Acting 2023 ausgezeichnet. 2024 spielte sie die Rolle der Pauline in einer Bühnenadaption von The Girls of Slender Means am Royal Lyceum Theatre. Anschließend war sie in der Serie The Jetty zu sehen. Im selben Jahr trat sie in einer Folge in Say Nothing auf. 2025 belegte sie in der Serie Outrageous eine der Hauptrollen.

## Filmografie
Serien
- 2024: The Jetty
- 2025: Say Nothing
- 2025: Outrageous